# Arno Schmidt (Admiral)
Arno Schmidt (* 29. Juni 1890; † 1945) war ein deutscher Konteradmiral der Kriegsmarine.

## Leben
Arno Schmidt trat am 1. April 1909 in die Kaiserliche Marine ein. Am 2. Mai 1915 wurde er Oberleutnant zur See. Er diente bis März 1916 in der II. Matrosenartillerie-Abteilung als Kompanieoffizier. Zeitgleich war er erst Batteriekommandant in Groden, dann in Schillig und später in Wangerooge. Anschließend war er bis Kriegsende als Wachoffizier auf der Prinzregent Luitpold.
Nach dem Krieg wurde er in die Reichsmarine übernommen und am 15. Februar 1920 zum Kapitänleutnant befördert. Am 1. Oktober 1928 wurde er Korvettenkapitän, war 1930/31 als Artillerieoffizier auf der Schlesien und 1932 Kommandeur der IV.  Marineartillerieabteilung (Emden) bei der Marinestation der Nordsee. Am 1. April 1935 wurde er zum Kapitän zur See befördert.
In der Kriegsmarine war er 1936 Vorstand der Zentralabteilung des Marinearsenals Kiel. In dieser Position blieb er auch noch nach der Überführung des Marinearsenals Kiel in die Kriegsmarinewerft Kiel im April 1939. Von Mai 1943 bis November 1944 war er als Konteradmiral Chef des Oberwerftstabes Norwegen.